# Olla berciana
La olla berciana es un cocido (olla) típico de la zona del Bierzo (comarca de la provincia de León). El plato consiste en un grupo de verduras como: acelgas, patatas, berzas, alubias, etc. Así como productos típicos de la matanza del cerdo como son el botilla, chorizo, lacón, morcilla, oreja y pata de cerdo, siendo posible añadir algún elemento cárnico de ave de corral como puede ser la gallina, morcillo y pimientos rellenos.